# أعطني الحرية أو أعطني الموت!
"أعطني الحرية أو أعطني الموت!" هو مقولة تنسب إلى باتريك هنري وهي كلمة ألقاها في اتفاقية فرجينيا يوم 23 مارس 1775، في كنيسة القديس يوحنا في ريتشموند، فرجينيا.
وينسب له الفضل بعد أن حول التوازن في إقناع اتفاقية لتمرير قرار تقديم قوات من ولاية فرجينيا للحرب الثورية. ومن بين الوفود المشاركة في المؤتمر كانوا رؤساء الولايات المتحدة في المستقبل مثل توماس جيفرسون وجورج واشنطن.